# Listen Without Prejudice Vol. 1
| 전문가 평가                   | 전문가 평가 |
| 평가 점수                     | 평가 점수   |
| 출처                          | 점수        |
| ----------------------------- | ----------- |
| AllMusic                      | [ 2 ]       |
| Chicago Tribune               | [ 3 ]       |
| Encyclopedia of Popular Music | [ 4 ]       |
| Entertainment Weekly          | B−          |
| Los Angeles Times             | [ 6 ]       |
| Pitchfork                     | 8.8/10      |
| Q                             | [ 8 ]       |
| Rolling Stone                 | [ 9 ]       |
| The Rolling Stone Album Guide | [ 10 ]      |
| The Village Voice             | C+          |

《Listen Without Prefience Vol. 1》은 영국의 싱어송라이터 조지 마이클의 두 번째 솔로 스튜디오 음반으로, 1990년 9월 3일, 컬럼비아 레코드(영국의 에픽 레코드)에서 발매되었다. 이 음반은 2004년 《Patience》가 있기 전까지 마이클이 컬럼비아에 관한 완전히 새로운 소재를 담은 마지막 음반이었다. 《Listen Without Prejudice Vol. 1》은 마이클의 이전 음반인 1987년의 《Faith》에서 크게 벗어난 곡으로, 많은 가사와 멜로디에 음울한 강렬함이 있었다. 이 음반은 영국 음반 차트에서 1위를 차지했지만, 미국에서의 실망스러운 판매로 인해 마이클은 소니 뮤직과 법적 다툼을 벌였고, 그는 이 회사가 그를 아티스트로서 전적으로 지원하지 않는다고 비난했다.
《Listen Without Prejudice Vol. 1》은 2017년 10월 20일, 여러 포맷에 걸쳐 재발매되었으며 영국 음반 차트에서 처음으로 1위에 오른 지 27년 만에 다시 1위를 차지했다.

## 제작
조지 마이클의 1987년 음반 《Faith》의 엄청난 성공 이후, 그의 후속 음반에 대한 기대도 컸다. 마이클은 작곡가로서 좀 더 진지하게 받아들여지기를 원했고, 그 결과 더 사려 깊고, 종종 분위기 있는 녹음으로 이어졌다.
《Listen Without Prefience Vol.1》은 〈Freedom〉과 〈Soul Free〉와 같은 몇몇 댄스 트랙이 있지만, 주로 발라드와 포크 스타일의 록 노래에 전념하고 있다. 소울 II 소울의 〈Back to Life〉의 요소를 통합한 〈Freedom〉의 리믹스도 있었는데, 이 싱글은 12인치 싱글로 발매되어 클럽 플레이를 많이 받았다. 《Faith》처럼 각 트랙은 마이클이 직접 프로듀싱하고 편곡했다.

## 싱글
마이클이 작곡한 음반의 첫 번째 싱글인 〈Praying for Time〉은 1990년 여름 미국 《빌보드》 차트에서 1위를 차지했고 영국에서는 10위에 올랐다. 10주 동안 《빌보드》 40위권에 머물렀으며, 미국 마이클의 솔로곡 중 마지막 1위였다. 두 번째 싱글 (미국에서 세 번째)인 〈Waiting for That Day〉는 음반이 발매된 지 한 달 만에 발매되었다. 롤링 스톤스의 히트곡인 〈You Can't Always Get What You Want〉에서 빌린 가사로 인해, 믹 재거와 키스 리처즈에게 공동 작곡가로 이름을 올리게 되었다. 이 곡은 영국과 미국 차트에서 40위 안에 들었다. 이 싱글의 B-사이드인 〈Mother's Pride〉는 1991년 3월, 미국 방송가 전용 차트에서 46위에 정점을 찍었을 때 성공적이었다.

## 2017년 재발매
《Listen Without Prejudice Vol. 1》는 2017년 10월 《Listen Without Prejudice / MTV Unplugged》로 재발매되었다. 2CD 버전은 첫 번째 디스크의 원본 리마스터드 음반과 1996년 10월 11일 런던 쓰리 밀스 스튜디오에서 두 번째 디스크로 녹음한 《MTV Unplugged》 콘서트를 포함한다. 《MTV Unplugged》는 싱글 〈Older〉의 B-사이드로 이전에 발매된 것과 동일한 〈I Can't Make You Love Me〉와 〈The Strangest Thing〉의 공연을 눈에 띄게 포함하고 있다. 《MTV Unplugged》 CD는 나일 로저스가 재작업하여 2017년 9월에 싱글로 발매한 〈Fantasy〉의 2017년 버전도 수록되어 있다. 디럭스 에디션에는 B-사이드가 포함된 CD, 리믹스 및 희귀성, 다큐멘터리 및 뮤직 비디오가 포함된 DVD 등 두 개의 디스크가 더 포함되어 있다.

## 곡 목록
모든 곡들은 특별한 언급이 없는 한 조지 마이클에 의해 작사/작곡하였다.
| #   | 제목                        | 작사·작곡                    | 재생 시간 |
| --- | --------------------------- | ---------------------------- | --------- |
| 1.  | 〈Praying for Time〉        |                              | 4:41      |
| 2.  | 〈Freedom! '90〉            |                              | 6:30      |
| 3.  | 〈They Won't Go When I Go〉 | 스티비 원더, 이본느 라이트   | 5:06      |
| 4.  | 〈Something to Save〉       |                              | 3:18      |
| 5.  | 〈Cowboys and Angels〉      |                              | 7:15      |
| 6.  | 〈Waiting for That Day〉    | 마이클, 믹 재거, 키스 리처즈 | 4:49      |
| 7.  | 〈Mother's Pride〉          |                              | 3:59      |
| 8.  | 〈Heal the Pain〉           |                              | 4:41      |
| 9.  | 〈Soul Free〉               |                              | 5:29      |
| 10. | 〈Waiting (Reprise)〉       |                              | 2:25      |

## 인증
| 국가                                                  | 인증        | 판매량/출하량 |
| ----------------------------------------------------- | ----------- | ------------- |
| 오스트레일리아 (ARIA)                                 | 2× 플래티넘 | 140,000^      |
| 오스트리아 (IFPI 오스트리아)                          | 골드        | 25,000*       |
| 브라질 (Pro-Música Brasil)                            | 골드        | 100,000*      |
| 캐나다 (뮤직 캐나다)                                  | 2× 플래티넘 | 200,000^      |
| 프랑스 (SNEP)                                         | 플래티넘    | 468,600       |
| 독일 (BVMI)                                           | 골드        | 250,000^      |
| 일본 (RIAJ)                                           | 플래티넘    | 200,000^      |
| 네덜란드 (NVPI)                                       | 플래티넘    | 100,000^      |
| 뉴질랜드 (RMNZ)                                       | 플래티넘    | 15,000^       |
| 스페인 (PROMUSICAE)                                   | 플래티넘    | 100,000^      |
| 스위스 (IFPI 스위스)                                  | 플래티넘    | 50,000^       |
| 영국 (BPI)                                            | 4× 플래티넘 | 1,435,539     |
| 미국 (RIAA)                                           | 2× 플래티넘 | 2,000,000^    |
| 요약                                                  |             |               |
| 전 세계                                               | —           | 8,000,000     |
| *판매량을 기반으로 한 인증 ^출하량을 기반으로 한 인증 |             |               |